# Auersperg család
Az Auersperg család régi osztrák grófi és hercegi család, mely a hagyomány szerint a XI. században került a mai Krajnába. Eredetileg Urspergnek hivták. Nevüket az Illíriában található Auersperg mezővárosról kapták. Első ősük, Adolf 1067 óta birtokolta azt.
A család a XII. században a német-római és a bizanci császárokkal, a clevei grófokkal, a bajor hercegekkel s a krainburgi őrgrófokkal állott rokonságban. Az 1466-ban meghalt Engelhardnak, Krajna örökös kapitányának és kamarásának két fia volt: Pongrácz (Pankraz) (meghalt 1496-ban) és Folkrád (Vollrad) (meghalt 1494-ben). Tőlük származik a család két főága. A Folkrád-ág legnevezetesebb képviselője volt András (1557-93), aki a törökök ellen a horvát végeken vívott harcokban tűnt ki. A birodalmi bárói rangot 1538-ban kapták meg. Pongrácz unokájának, Herbard-nak (született 1528-ban) két fia született, Farkas Engelbert és Kristóf így ez az ág ismét kétfelé szakad. Kristóf unokája Herbard (született 1613-ban), aki kamarás, krajnai örökös marsall és károlyvárosi parancsnok volt, 1649-ben, az országgyűlés CXII. törvénycikke szerint indigenátust (honfiúsítás) nyert.

## Hercegi ág
Testvére János Wajkard III. Ferdinánd kegyeltje volt, 1653-ban birodalmi hercegi rangot kapott. Az 1655. országgyűlés 118. törvénycikke szerint honfiúsítatott. Később I. Lipót alatt kegyvesztett lesz és el kell vonulni az udvarból. Tőle származik a hercegi ág. Legidősebb fia, Ferenc titkos tanácsos, altáborszernagyként részt vett a magyarországi harcokban és azután egy ideig károlyvári főparancsnok volt.
A hercegi ág neves tagja még Károly (született 1750-ben) táborszernagy és az Aranygyapjas rend tagja, aki 1805-ben Bécs hadi parancsnoka volt. Egyik feladata a dunai híd felégetése lett volna a francia hadsereg érkezése előtt. Elkésett, így a franciákat nem sikerült feltartóztatni. A herceg innentől kegyvesztett lett és Morvaországba költözött.
- Johann Weikhard von Auersperg (János Vajkard) (1615–1677)
- Johann Ferdinand von Auersperg (János Ferdinánd) (1655–1705)
- Franz Karl von Auersperg (Ferenc) (1660–1713)
- Heinrich Josef von Auersperg (József) (1697–1783)
- Karl Josef Anton von Auersperg (Károly József) (1720–1800)
- Karl Wilhelm von Auersperg (Károly) (1750–1822)
- Karl Wilhelm II. von Auersperg (1782–1827)
- Karl Wilhelm von Auersperg (Károly Vilmos) (1814–1890), 1867–68 között Ciszlajtánia miniszterelnöke.
- Adolf Karl von Auersperg (1821–1885), Karl Wilhelm öccse, 1871–1879 között Ciszlajtánia miniszterelnöke.
- Karl Auersperg (1859–1927)

## Grófi ág
A család több tagja is fontos szerepet játszott a magyar történelemben. Rokonságba kerültek több magyar családdal (pl. Haller grófokkal, Festetics grófokkal, Szapáry grófokakal stb.)
A grófi ágból Kajetán, Miklós és Jodok 1802-ben lettek honfiúsítva.

## Híres családtagok
- Adolf Carl Daniel von Auersperg (1821–1885), 1871–1879 között Ciszlajtánia miniszterelnöke.
- Alexander von Auersperg (Auersperg Antal Sándor) (1806–1876), politikus, író. Írói álneve: Grün Anasztáz.[1]
- Andreas von Auersperg (Auersperg András) (1557–1593), katonai parancsnok, a „Keresztény Achilles”.
- Franz Karl Auersperg (1935–2008), osztrák politikus.
- Gottfried Leopold von Auersperg (1818–1893), tábornok.
- Herbard VIII. von Auersperg (Auersperg Herbard) (1528–1575), hadseregparancsnok.
- Johann Adam von Auersperg (Auersperg János Ádám) (1721–1795), A bécsi Auersperg-palota építtetője.
- Johann Weikhard von Auersperg (Auersperg János Wajkard) (1615–1677), miniszter.
- Joseph Franz Anton von Auersperg  (1734–1795), passau-i érsek, bíboros
- Karl Maria Alexander von Auersperg (Auersperg Károly) (1859–1927), politikus.
- Leopold von Auersperg (Auersperg Lipót) (1855–1918), politikus.
- Maximilian Anton Karl von Auersperg (Auersperg Károly) (1771–1850), tábornok.

## Kastélyok, kúriák
Szlovéniában:
- Bled
- Brinje
- Čušperk
- Falkenberg
- Slovenj Gradec
- Hmeljnik
- Kislkamen
- Kozjak
- Kostanjevica
- Lož
- Na Kalcu
- Postojna
- Radeljca
- Ribnica
- Soteška
- Sv. Jakob ob Savi
- Šrajbarski turn
- Šumberk
- Višnja gora
- Žužemberk